# Landgericht Marienwerder
Das Landgericht Marienwerder war ein deutsches Gericht der ordentlichen Gerichtsbarkeit im Bezirk des Oberlandesgerichts Danzig mit Sitz in Marienwerder.

## Geschichte
Das Landgericht Marienwerder wurde mit Wirkung zum 1. Januar 1943 als siebentes Landgericht im Bezirk des Oberlandesgerichtes Danzig gebildet. Der Sitz des Gerichtes war Marienwerder. Dem Landgericht wurden folgende sechs Amtsgerichte zugeordnet:
| Amtsgericht                        | Sitz                 | abgebendes Landgericht |
| ---------------------------------- | -------------------- | ---------------------- |
| Amtsgericht Deutsch Eylau          | Deutsch Eylau        | Landgericht Elbing     |
| Amtsgericht Löbau in Westpreußen   | Löbau in Westpreußen | Landgericht Thorn      |
| Amtsgericht Marienwerder           | Marienwerder         | Landgericht Graudenz   |
| Amtsgericht Neumark in Westpreußen | Neumark              | Landgericht Thorn      |
| Amtsgericht Riesenburg             | Riesenburg           | Landgericht Elbing     |
| Amtsgericht Rosenberg              | Rosenberg            | Landgericht Elbing     |

Zeitgleich wurde das Oberlandesgericht Marienwerder aufgehoben.
Im Jahre 1945 wurden der Landgerichtsbezirk unter polnische Verwaltung gestellt und die deutschen Einwohner vertrieben. Damit endete auch die kurze Geschichte des Landgerichtes Marienwerder und seiner Amtsgerichte.